# Bourdic
Bourdic is een gemeente in het Franse departement Gard (regio Occitanie) en telt 315 inwoners (2005). De plaats maakt deel uit van het arrondissement Nîmes.

## Geografie
De oppervlakte van Bourdic bedraagt 7,4 km², de bevolkingsdichtheid is 42,6 inwoners per km².
Het dorp wordt haast volledig gedragen door de wijnbouw. Enerzijds is een van de grootste 'Caves Cooperatives' van het departement Gard er gelegen, anderzijds bevinden er zich ook twee kwalitatief hoogstaande wijnbouwbedrijven in privéhanden, waaronder een van Vlaamse eigenaars. U kan de verschillende wijnbouwers vinden via een zoekrobot op trefwoorden 'Collines de Bourdic', 'Domaine Chabrier' en 'Domaine Perdrix-Lasouche'.
De onderstaande kaart toont de ligging van Bourdic met de belangrijkste infrastructuur en aangrenzende gemeenten.

## Demografie
Onderstaande figuur toont het verloop van het inwonertal (bron: INSEE-tellingen).